# Vu Trung Phúc
Vu Trung Phúc (tiếng Trung: 于忠福; sinh tháng 7 năm 1956) là Thượng tướng Không quân Quân Giải phóng Nhân dân Trung Quốc (PLAAF). Ông phục vụ trong PLAAF hơn 40 năm và được bổ nhiệm làm Chính ủy PLAAF vào tháng 7 năm 2015.

## Tiểu sử
Vu Trung Phúc sinh tháng 7 năm 1956 tại Lai Dương, tỉnh Sơn Đông. Năm 1974, ông gia nhập Quân Giải phóng Nhân dân Trung Quốc, ban đầu phục vụ ở Quân khu Vũ Hán. Ông tốt nghiệp Đại học Sư phạm Hoa Trung, Trường Đảng Trung ương và có một bằng thạc sĩ.
Vu Trung Phúc đã phục vụ trong PLAAF hơn 40 năm và liên tục giữ những chức vụ Chính ủy các Sư đoàn 19 và sau đó là Sư đoàn 24 Không quân và Phó Chủ nhiệm Chính trị Không quân Quân khu Nam Kinh.
Khi Tập Cận Bình nhậm chức Bí thư Thành ủy Thượng Hải năm 2007, Vu Trung Phúc giữ chức vụ Chính ủy Sở Chỉ huy Không quân Thượng Hải. Sau đó, ông chuyển sang giữ chức Chủ nhiệm Chính trị Không quân Quân khu Lan Châu và Phó Chủ nhiệm Chính trị Không quân Quân Giải phóng Nhân dân Trung Quốc (PLAAF).
Sau khi Tập Cận Bình trở thành lãnh đạo cao nhất Trung Quốc năm 2012, Vu Trung Phúc đã thay đổi các vị trí lãnh đạo của mình ba lần trong vòng ba năm. Tháng 11 năm 2012, ông được bổ nhiệm làm Chính ủy Không quân Quân khu Tế Nam cũng như Phó Chính ủy Quân khu Tế Nam. Tháng 7 năm 2014, ông nhậm chức Chính ủy Không quân Quân khu Nam Kinh kiêm Phó Chính ủy Quân khu Nam Kinh, kế nhiệm Trung tướng Tống Côn, người được thăng chức lên làm Phó Chính ủy Không quân Quân Giải phóng Nhân dân Trung Quốc (PLAAF). Vu Trung Phúc được thăng quân hàm Trung tướng ngay sau đó.
Tháng 7 năm 2015, Vu Trung Phúc được bổ nhiệm làm Chính ủy thứ 13 Không quân Quân Giải phóng Nhân dân Trung Quốc, thay Điền Tu Tư và trở thành cấp trên của người tiền nhiệm Tống Côn. Ngày 28 tháng 7 năm 2017, Vu Trung Phúc được thăng quân hàm Thượng tướng.
Ngày 24 tháng 10 năm 2017, tại phiên bế mạc của Đại hội Đảng Cộng sản Trung Quốc lần thứ XIX, Vu Trung Phúc được bầu làm Ủy viên Ban Chấp hành Trung ương Đảng Cộng sản Trung Quốc khóa XIX.

## Cá nhân
Vu Trung Phúc cũng là một nhà văn và nhà thư pháp. Một số bài báo của ông đã giành được giải thưởng nghiên cứu quân sự và ông được gọi là "nhà thư pháp của các lực lượng vũ trang".